# John Jenkins (Komponist)
John Jenkins (* 1592 in Maidstone, Kent; † 27. Oktober 1678 in Kimberley, Norfolk) war ein englischer Komponist, Gambenspieler und Lautenist.

## Leben
Zu John Jenkins’ Jugendjahren sind keinerlei Fakten überliefert. Offenbar war er der Sohn eines Tischlers und gelegentlichen Instrumentenbauers. Das erste dokumentierte Datum ist seine Teilnahme an der Masque The Triumph of Peace, die 1634 am Londoner Hof von König Charles I. aufgeführt wurde. Jenkins wirkte hier am Hofe in erster Linie als Lautenvirtuose, beherrschte jedoch auch andere Saiteninstrumente.
Durch den 1642 ausgebrochenen englischen Bürgerkrieg sah er sich zur Flucht aufs Land gezwungen. Während der harten Kriegszeiten versuchte er sich bei verschiedenen königstreuen Dienstherren als Musiker durchzuschlagen. Er war befreundet mit dem 1645 verstorbenen Komponisten William Lawes.
1646 komponierte er eine große Programmmusik zur Feier des Sieges bei Newark, worin er die Kampfhandlungen, die Trauer um die Gefallenen und den Siegesjubel musikalisch wiederzugeben sucht. Seit 1650 begegnen wir ihm als Music Master auf dem Landsitz von Baron North in Cambridgeshire, dessen Sohn Roger North ihm in seinen Erinnerungen, einen edlen Musizierstil zuschrieb. Obschon er den größten Teil seines Lebens im Dienste verschiedener Landadelsfamilien verbracht hatte, war er nach dem Krieg erneut unter Charles II. am Londoner Königshof tätig.
Gegen Ende seines Lebens zog er sich auf den Landsitz von Sir Philip Wodehouse in Kimberley zurück, wo er im Alter von 86 Jahren verstarb. Er wurde in der Kirche St. Peter in Kimberley, Norfolk beigesetzt.

## Werk
Jenkins war ein vielseitiger, produktiver und zu seiner Zeit ungemein populärer Komponist. Seine Vertonungen der Lyrik von George Herbert zeugen von tiefer Religiosität. 
Beeinflusst durch den polyphonen Stil von William Byrd, erkennt man in seinen späteren Werken bereits den konzertanten Stil von Henry Purcell. Er komponierte hunderte Fantasien, Tanzsuiten, Ballette, Triosonaten und fünfstimmige Sarabanden.